# Hála
A hála, köszönetnyilvánítás, hálaadás, latin szóval gratus ‘örömteli, hálás’, egy olyan pozitív érzelem, amelyet akkor lehet érezni, ha valaki kedves velünk, ajándékoz nekünk, szívességet tesz nekünk vagy bármilyen nagyvonalú cselekedetet hajt végre felénk. Aki ilyen módon bánik velünk, feléje hálával viszonyulunk. A hála tapasztalása történelmileg számos világvallás központi témája volt. Ókori, középkori és modern filozófusok is előszeretettel tárgyalták a témát és ma is folytatódik a hála értelmezése. A hála  rendszerszintű tanulmányozása a pszichológia tudományában a 2000. év körül kezdődött, feltehetőleg azért, mert a pszichológia a rendellenességet jobban boncolgatja, mint amennyire meg akarja érteni a pozitív érzelmeket. A pszichológia tanulmányozása az érzelem rövidtávú érzésével foglalkozik (hálás állapot), a hála egyéni különbözőségeire, azaz hogy milyen gyakran éreznek hálát, illetve hogy mi a kapcsolat a kettő vonatkozása között.

## Összehasonlítva a lekötelezettséggel
A hála nem azonos a lekötelezettséggel. Míg mindkét érzelem a segítségnyújtás során történik, a lekötelezettség akkor jelentkezik, amikor az egyén azt figyelheti meg, hogy valamilyen módon kötelessége visszafizetni a segítséget.  Az érzelmek különböző cselekedetekhez vezetnek; a lekötelezettség motiválóan hat arra, hogy kerüljék a személyt aki segítséget nyújtott, míg a hála inkább arra motivál, hogy keressük az egyén kapcsolatát, és fejlesszünk rajta.

## Viselkedési motivációk
A hála arra is szolgál, hogy jövőbeli szociális viselkedéseket erősítsen meg. Például egy kísérlet kimutatta, hogy egy ékszerüzlet amikor a vevőinek köszönetet mondott, 70%-kal növelték a vásárlásokat. Összehasonlításképpen azok a vevők, akiket egy engedményről értesítették, csak 30%-kal növelték a bevételeket, míg akiknek se nem köszönték meg a vásárlást, és akcióról sem szóltak nekik, nem mutattak változást. Másik tanulmány szerint a rendszeres vásárlók magasabb borravalót adtak amikor a pincér azt írta a blokkra, hogy "Köszönöm."

## Vallási megközelítések
A kapcsolat a spiritualitás és a hála között manapság népszerű a kutatók körében. Míg ez a két fogalom bizonyosan nem függ egymástól, a tanulmányok úgy találták, hogy a spiritualitás képes felnagyítani a személy képességét, hogy élete minden területén hálát érezzen. Emiatt azok, akik rendszeresen vallási szolgáltatást vesznek igénybe, vagy vallási tevékenységet folytatnak, valószínűbben hálásak az életük minden területén. A hála egy értékes személyi tulajdonság a keresztény, buddhista, iszlám, zsidó, baha'i és hindu hagyományokban. Isten hálás imádata közös téma ezekben a vallásokban, emiatt a hála tanításai szerepelnek a különféle vallási szövegekben, tanításokban és hagyományokban. Emiatt ez egyike a legjellemzőbb érzelmeknek, amit a vallások fel szeretnének híveikben építeni és megtartani. Ez egyetemes vallási szándék.

### Zsidó fogalom
A judaizmusban a hála az imádat fontos része, és a hívő minden életterületére kiterjed. A héber világnézet szerint minden dolog Istentől származik, emiatt a hála rendkívül fontos számukra. A héber iratok a hála elképzelését terjesztik. Két példa erre a zsoltárokban az "Ó,  Uram, örökké hálás leszek neked" és and "Hálát adok az Úrnak teljes szívemből." (Zsolt. 30:12; Zsolt. 9:1) Az egyik legfontosabb napi háromszori ima, az "Amidah"  "Modim" is, ami azt jelenti – Hálásak vagyunk Neked; ezt az imát a kongregációban együtt mondják az olvasóval, amikor az Amidah-t ismétlik. A záró ima, az Alenu szintén hálát mond különösképpen a zsidó emberek sorsáért. Mindezekkel együtt a hithű imádkozók több mint száz áldást mondanak nap közben, amit berachotnak hívnak.

### Keresztény elképzelés

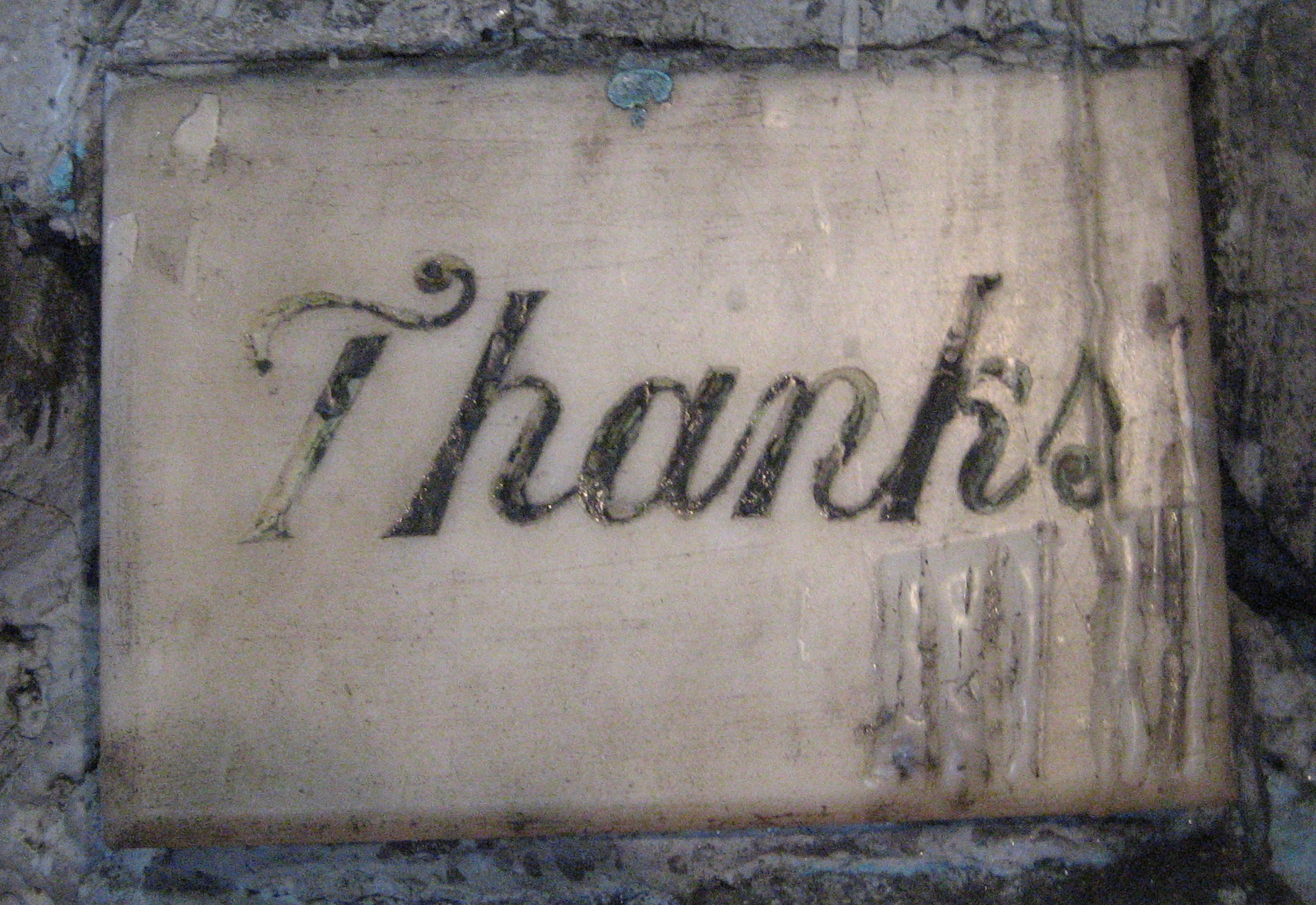
New Orleans: Hálaüzenet Guadalupe-i Miasszonyunk Egyházközöségnek, akiknek imái meghallgatást nyertek.

Azt mondják a hála formába önti a keresztény életet. Luther Márton úgy hivatkozott a hálára, mint az "alapvető keresztény magatartásra és a mai napig úgy hivatkoznak rá, mint az "evangélium szívére". A keresztényeket erősen bátorítják, hogy imádják Urukat és legyenek hálásak neki. A keresztény hála azt jelenti, hogy Isten az önzetlen adója minden jó dolognak és emiatt mély hálát éreznek Isten nagylelkűsége kapcsán, ami lehetővé teszi a keresztények számára, hogy közös köteléket építsenek egymás között, ami az egyén életének minden részére hatással van. A keresztény hála Isten nagylelkűségének mutatója, ami a keresztényeket arra inspirálja, hogy a saját gondolataikat és cselekedeteiket ezen elképzelések köré építsék. Egy pusztán érzelmi jelenség helyett a keresztény hála olyan erény, amelyet nem csak az érzelmek és a gondolatok, hanem a cselekedetek is formálnak.
Jonathan Edwards ír így könyvében, hogy a hála és köszönet Isten felé az igazi vallás mutatója. Ezen magyarázat miatt a modern spirituális és vallási tanok szintén megerősítik az Isten felé érzett hála fontosságát.  Allport (1950) arra utalt, hogy az érett vallási szándék kifinomult hálaállapotok érzésének felel meg. Edwards (1746/1959) azt jelentette ki, hogy a hálára való hajlam az egyik legpontosabb mutatója annak, hogy Isten jelen van az illető életében. Samuels és Lester (1985) tanulmányában megjelent, hogy katolikus apácák és papok kis csoportjában, 50 érzelem közül a szeretet és a hála volt a legjellemzőbb érzelem amit Isten felé éreztek.
Az ortodox, katolikus és anglikán vallásban az eukarisztia fontos hagyománya a görög eucharistia szóból származik, ami hálaadást jelent.

## Egyéni különbségek
A legutóbbi pszichológiai kutatások amelyek a hálára koncentrálódtak, az egyéni különbségeket kutatták a hálát érző egyének között. Azt is megvizsgálták, hogy mik a következményei a többé-kevésbé hálás életvitelnek. Három mérőszámot alkottak meg, hogy a hálaérzet egyéni különbségeit vizsgálják, melyek mindegyike valamennyire különböző vonatkozásban értelmezhető. Mindezek az egyéni különbségeket vizsgálják abban hogy milyen gyakran és mennyire erősen éreznek hálát. Az értékelési skála  8 különböző vonatkozását vizsgálja a hálának: emberek értékelése, tulajdonok, a jelen pillanat, rituálék, lenyűgözöttség-érzés, társadalmi összehasonlítások, lételméleti vonatkozások és a hála folyamán mutatott magatartás.  A GRAT mások iránt érzett hálát mutat, a világ felé érzett általános hálát és annak hiányát, hogy bánatosak vagyunk mindazért amink nincs. Egy újabb kutatás azt mondja, hogy mindezek a skálák valójában mind ugyanazt a hozzáállást vizsgálják; ez arra utal, hogy az egyéni különbségek a hála kapcsán mindezeket az összetevőket magába foglalják.

## Empirikus megközelítés

### Jól-léttel való kapcsolat
Egy 2016-os tanulmány azt mutatta, hogy a hálásabb emberek a személyes jólétük magasabb fokán élnek. A hálásak boldogabbak, kevésbé depressziósak és elégedettebbek az életükkel és a közösségi kapcsolataikkal. A depresszióval kapcsolatban a hála fontos lehet a pozitív élmények megélése irányába. A hálás emberek magasabb szinten viszonyulnak a környezetük irányításához, az egyéni fejlődéshez, az élet céljának kereséséhez és az önelfogadáshoz. A hálás emberek pozitív módon birkóznak meg a nehézségekkel, ami az életük során éri őket, gyakrabban kérnek segítséget másoktól, újraértelmezik a tapasztalataikat és növekedésre használják azokat. Több időt töltenek a problémamegoldásaikkal is. A hálás emberek kevésbé hajlamosak negatív megoldási stratégiára, kevésbé jellemzi őket a problémák tagadására, kerülésére és önmaguk hibáztatására vagy tudatmódosító szerek használatára. A hálás emberek jobb alvók, ez feltehetőleg azért van így, mert kevésbé gondolnak negatív dolgokra, és inkább pozitív dolgokra gondolnak amikor elalszanak.
Azt mondják, a hála a legerősebb  karaktertulajdonság, ami a mentális egészséget mutatja. Számos tanulmány azt sugallja, hogy a hálás emberek hajlamosak magasabb szintű boldogságra, és a stressz és a depresszió kevésbé jellemző rájuk.
Míg sok érzelem fontos a jóléthez, bizonyíték van rá, hogy a hála valamilyen egyedi különleges módon fontos. Először is, egy tanulmány megmutatta, hogy azok az emberek akik hálásabbak voltak, jobban néztek szembe a kihívással, amit egy változás során tapasztaltak. Pontosabban akik hálásabbak voltak s változás előtt, kevésbé stresszeltek, kevésbé voltak depressziósok, és elégedettebbek voltak a kapcsolataikkal, három hónap után. Másodszor, két nemrégi kutatás azt sugallja, hogy a hála egyedi kapcsolatot jelent a jóléttel, és olyan vonatkozásait magyarázza meg, amelyet más személyiségjegyek képtelenek megtenni. Mindkét tanulmány jobban volt képes magyarázni a jólétet, mint a Nagy ötös személyiségteszt és 30 másik vizsgálati módszer.

### Kapcsolat az altruizmussal
A hála fejleszti az egyén adakozó hajlamait. Az egyik tanulmány amelyet David DeSteno és Monica Bartlett (2010) készített úgy találta, hogy a hála arányos a gazdasági nagyvonalúsággal. Ebben a  tanulmányban egy gazdasági játék segítségévek a növekedett hála meghozta a pénzbeli adományozó kedvet. Ezekből az eredményekből azt látszott, hogy a hálás emberek valószínűbben áldoznak egyedi javukból a közjóra (DeSteno & Bartlett, 2010).  Egy másik tanulmány, amit McCullough, Emmons, és Tsang, (2002) készített hasonló kapcsolatot mutatott meg a hála, az empátia, nagylelkűség és segítőkészség között.

## Következtetések
Cicero szerint, "A hála nemhogy csak a legnagyobb erény, de az összes többi tőle származik." Többféle kutatás megmutatta a kapcsolatot a hála és a jól-lét között, ami nem csak az egyén számára jelentős, hanem mindenkinek akivel kapcsolatban van. A pozitív pszichológiai mozgalom keblére ölelte ezeket a tanulmányokat, és annak érdekében, hogy az általános jólétet megnöveljék, különféle gyakorlatokat alkottak a hála mozgalomba illesztésére. Bár a hálát a múltban mellőzte a pszichológia, az elmúlt pár évben több előrelépés volt tapasztalható abban, hogy a fogalmat és pozitív hatásait tanulmányozzák.

## Fordítás
- Ez a szócikk részben vagy egészben  a   Gratitude című angol Wikipédia-szócikk ezen változatának fordításán alapul.  Az eredeti cikk szerkesztőit annak laptörténete sorolja fel. Ez a jelzés csupán a megfogalmazás eredetét és a szerzői jogokat jelzi, nem szolgál a cikkben szereplő információk forrásmegjelöléseként.